# Моторний Микола Віталійович
Микола Віталійович Моторний (нар. 17 жовтня 1954) — український спортивний журналіст. Завідувач відділу спорту газети «Молодь України» (з вересня 1984); заступник головного редактора газети «Український футбол». З жовтня 1980 — завідувач відділу спорту, газета «Молода гвардія» (м. Київ). Член СЖУ. Заслужений журналіст України (12.2000). 
Навчався в Київському університеті ім. Тараса Шевченка, на факультеті журналістики (1975–1980). Автор футбольних довідників (1992–1996 рр.). Член Всеукраїнського штабу дитячого футбольного турніру «Шкіряний м'яч».